# هينريش كوفاتش
هينريش كوفاتش (بالسلوفاكية: Henrich Kováč)‏ هو لاعب كرة قدم سلوفاكي في مركز الدفاع، ولد في 8 ديسمبر 1994 في سلوفاكيا. لعب مع نادي نيترا.

## وصلات خارجية
- هينريش كوفاتش على موقع قاعدة بيانات كرة القدم.إي يو (الإنجليزية)
- هينريش كوفاتش على موقع Soccerway.com (الإنجليزية)